# Hydroptila grenadensis
Hydroptila grenadensis är en nattsländeart som beskrevs av Oliver S. Flint Jr. 1968. Hydroptila grenadensis ingår i släktet Hydroptila och familjen smånattsländor. Inga underarter finns listade i Catalogue of Life.